# Wodukajmy (gromada)
Wodukajmy (do 31 XII 1957 Poniki) – dawna gromada, czyli najmniejsza jednostka podziału terytorialnego Polskiej Rzeczypospolitej Ludowej w latach 1954–1972.
Gromady, z gromadzkimi radami narodowymi (GRN) jako organami władzy najniższego stopnia na wsi, funkcjonowały od reformy reorganizującej administrację wiejską przeprowadzonej jesienią 1954 do momentu ich zniesienia z dniem 1 stycznia 1973, tym samym wypierając organizację gminną w latach 1954–1972.
Gromadę Wodukajmy z siedzibą GRN w Wodukajmach utworzono 1 stycznia 1958 w powiecie bartoszyckim w woj. olsztyńskim w związku z przeniesieniem siedziby GRN gromady Poniki z Ponik do Wodukajm i zmianą nazwy jednostki na gromada Wodukajmy.
1 stycznia 1960 do gromady Wodukajmy włączono wieś Łapkiejmy oraz PGR-y Gajek, Gierczyn, Jeleń Park, Parkoszewo, Pełkity, Judyty, Gulkajmy i Przewarszyty ze zniesionej gromady Żydowo w tymże powiecie.
31 grudnia 1967 z gromady Wodukajmy wyłączono grunty PGR Łapkiejmy wchodzące w obręb PGR Łoskajmy (283 ha), włączając je do gromady Bartoszyce w tymże powiecie.
Gromada przetrwała do końca 1972 roku, czyli do kolejnej reformy gminnej.